# اكمة حمراء وحيد (حزم العدين)
اكمة حمراء وحيد

تعديل مصدري - تعديل

اكمة حمراء وحيد محلة تابعة لقرية الحلو، التابعة لعزلة بني وائل بمديرية حزم العدين إحدى مديريات محافظة إب في الجمهورية اليمنية، بلغ تعداد سكانها 37 حسب تعداد اليمن لعام 2004.